# Georg Löw

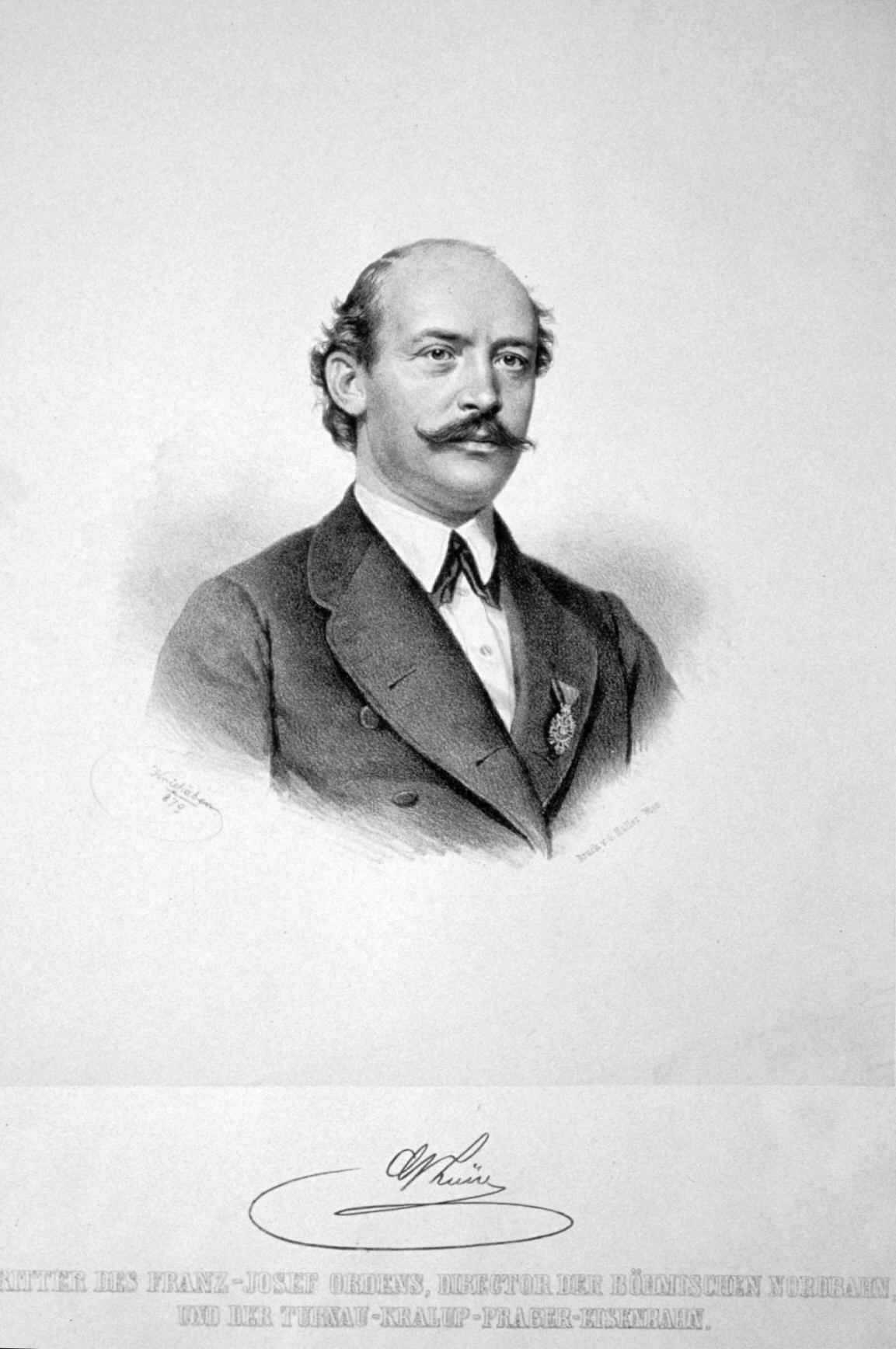
Georg Löw

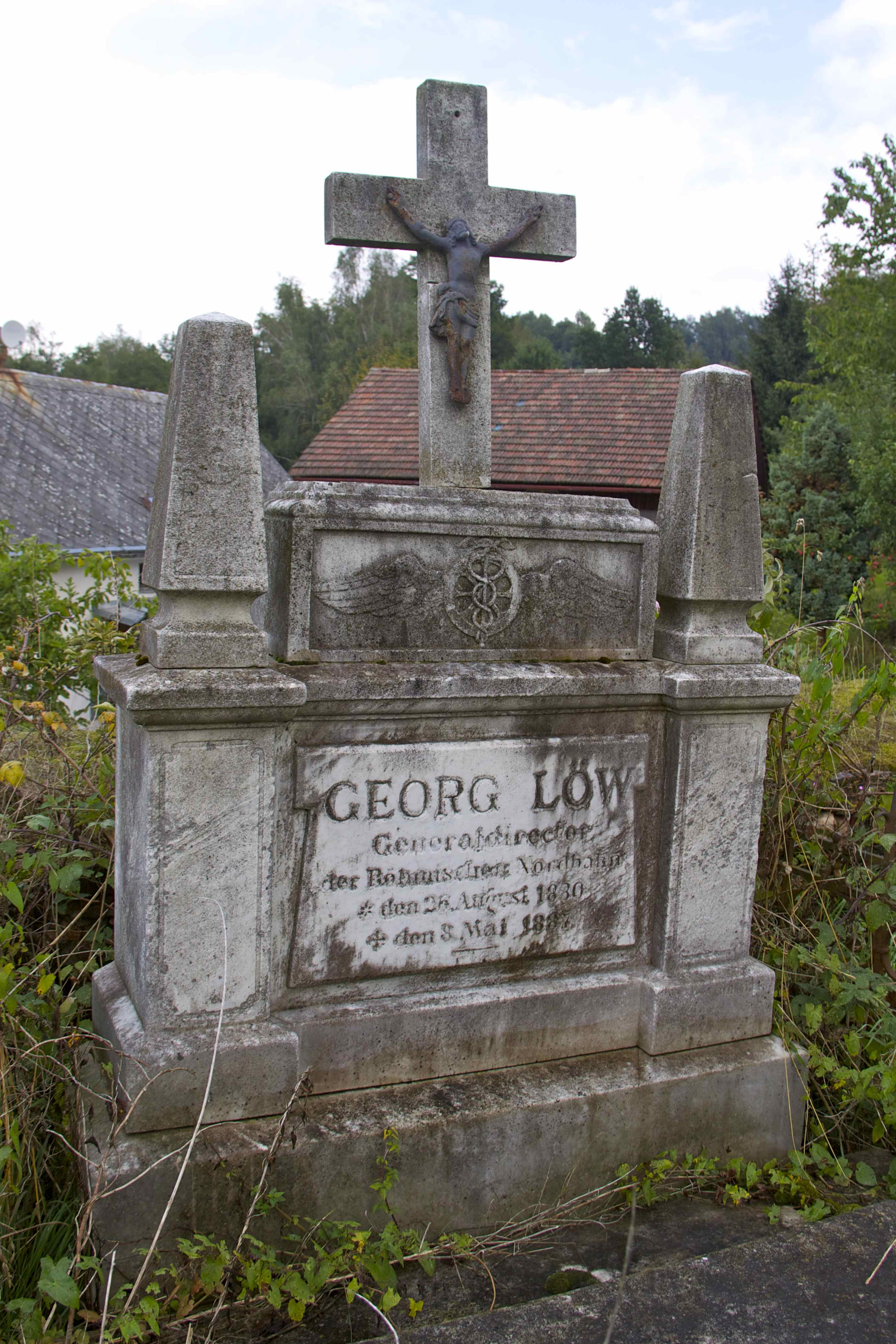
Grabstätte von Georg Löw in Frauenreuth

Georg Löw (* 26. August 1830 in Berg (Horka) b. Eger in Westböhmen; † 8. Mai 1887 in Zizkow) war ein deutsch-böhmischer Eisenbahnfachmann und Generaldirektor der Böhmischen Nordbahn in der Monarchie Österreich-Ungarn.

## Leben
Nach dem Abschluss des Studiums an der Technischen Hochschule in Wien und an der Deutschen Technischen Hochschule in Prag wurde Löw nach Eisenbahnpraxis 1860 Betriebsdirektor der Böhmischen Westbahn. Von 1865 bis 1883 war er in leitender Funktion bei der Turnau-Kralup-Prager Eisenbahn und gleichzeitig bei der Böhmischen Nordbahn tätig. 1883 wurde Löw zum Generaldirektor der neuen Böhmischen Nordbahn ernannt und war erster Obmann des deutschen Polytechnischen Verein in Prag.
Ab 7. September 1871 war Georg Löw Abgeordneter des böhmischen Landtags für die Landgemeinden der Amtsbezirke Eger, Wildstein und Asch und Mitglied des Landesausschusses (1882 bis 1887).
Er war bei vielen kulturellen Institutionen tätig. Als Gründer und erster Obmann des Deutschen Polytechnischen Vereins war er ein enger Freund des Politikers Franz Schmeykal und Obmann des Baukomitees  Deutsches Theater in Prag. 1866 erwarb er sich beim Weitertransport österreichischer Verwundeter im Deutschen Krieg besondere Verdienste und wurde mehrfach geehrt und ausgezeichnet.
Georg Löw wurde nach seinem Tod 1887, verunglückt beim Bau einer Fabrik in Prag, am 11. Mai 1887 in Frauenreuth beerdigt, wo seine Grabstätte 2013 noch erhalten war.